# Peter Lutz (Kupferstecher)

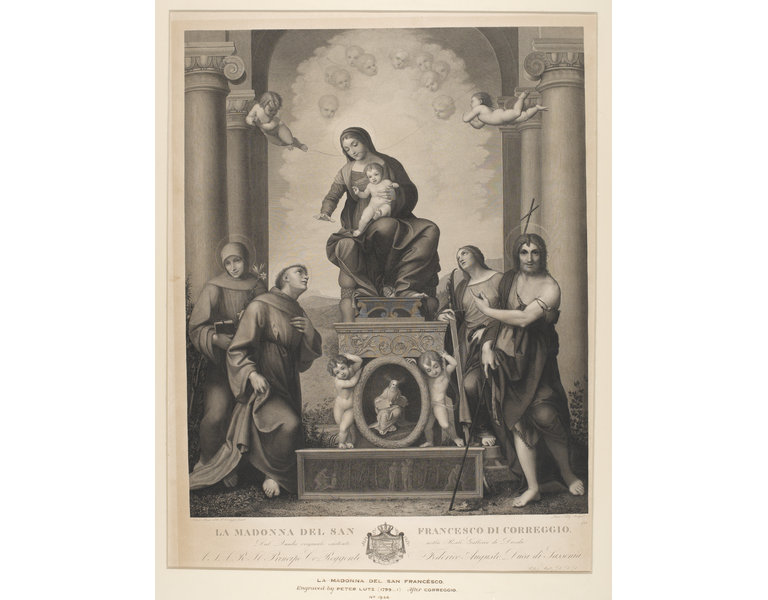
Madonna di San Francesco

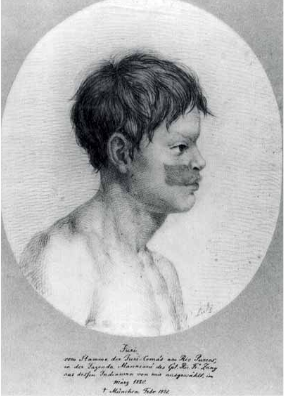
Porträt des Knaben Juri

Peter Lutz (* 1799 in München; † 1867 ebenda) war ein deutscher Kupferstecher, Zeichner, Maler und Lithograph.

## Leben
Lutz erhielt seine Ausbildung im Zeichnen bei Robert von Langer und erlernte die Technik des Kupferstechens bei Christoph Heß. Zwei seiner Zeichnungen gelangten in die Sammlung Maillinger in München. Sehr gelobt wurden sein Kupferstich der Dresdner Maria auf den Wolken von Bagnacavallo, an dem er mehrere Jahre lang gearbeitet hatte, und seine Reproduktion der Madonna di San Francesco von Correggio. Für den Stich nach Bagnacavallo wurde er am 9. November 1841 vom König von Preußen mit der großen goldenen Huldigungs-Medaille ausgezeichnet, was im Bayerischen Volksfreund wie folgt kommentiert wurde:

„Erfreut muß der Freund des Volkes seyn, ob solcher Kunde von einem Bayer, noch dazu von einem Münchner, dessen künstlerische Wertschätzung auch im Auslande hoch geachtet wird.“

Lutz hatte den Stich im Auftrag der Rittnerschen Kunsthandlung von Ernst Arnold in Dresden geschaffen. Auch das gezeichnete Porträt des brasilianischen Knaben Juri und wahrscheinlich auch die Porträtzeichnung des Mädchens Miranha stammen von Lutz. Die Kinder wurden 1820 aus Südamerika nach Europa gebracht und starben bald nach ihrer Ankunft. Sie sind auch auf einem Grabrelief von Johann Baptist Stiglmaier dargestellt. Die Porträtzeichnungen befinden sich in der Bayerischen Staatsbibliothek in München. Lutz signierte offenbar mit „P. Lutz“. Nagler erwähnt eine Lithographie eines „P. Lutz“ nach einem Gemälde von Alexander Maximilian Seitz, das die von Engeln in den Himmel getragene heilige Katharina darstellt. Eine Kopie des Robert-Junius-Porträts von Cornelis Visscher stammte ebenfalls von P. Lutz. Ein Stahlstich von P. Lutz nach der Tyrolerin von Bodmer wird  1870 im Börsenblatt für den deutschen Buchhandel erwähnt. Wolfgang Vomm erwähnt eine Zeichnung eines Reiterstandbildes, die P. Lutz 1830 anfertigte.
Es ist möglich, dass Lutz sein Geld zum Teil auch mit Zeichenunterricht verdiente: Ein P. Lutz, der eine Zeichenschule in der Windenmachergasse 7 betrieb, inserierte im 19. Jahrhundert in München mehrmals in der Presse. 1855 hatte sich dieser P. Lutz im Ruffinihaus Nr. 1 niedergelassen und bot weiterhin privaten Zeichenunterricht an, 1856 hatte er erneut seinen Wohnsitz gewechselt.